# Lijst van burgemeesters van Wassenaar
Dit is een lijst van burgemeesters van de Nederlandse gemeente Wassenaar in de provincie Zuid-Holland.
| Ambtsperiode                      | Naam burgemeester                                        | Partij of stroming | Bijzonderheden                                                                |
| --------------------------------- | -------------------------------------------------------- | ------------------ | ----------------------------------------------------------------------------- |
| 1808 - 1851                       | Johan Anthonius van Bergen                               |                    | maire/schout/burgemeester                                                     |
| 1851 - 1852                       | W.L. Vleysman                                            |                    |                                                                               |
| 1852 - 1863                       | Johannes Eliza Meijboom                                  |                    |                                                                               |
| 1863 - 1873                       | Herman Carel van Calcar                                  |                    | Voorafgaand burgemeester van Sommelsdijk                                      |
| 1873 - 1895                       | Reynoud Gerard Steven baron van Rhemen van Rhemenshuizen |                    |                                                                               |
| 1895 - 1911                       | mr. Robert (R.) baron van Zuylen van Nijevelt            |                    |                                                                               |
| 1911 - 1929                       | Jhr. B.Ph.S.A. Storm van 's-Gravesande                   |                    |                                                                               |
| 1929 - 1938                       | J.J.M. Wiegman                                           |                    | Voorafgaand burgemeester van Heemskerk                                        |
| 1938 - 1942                       | dr. S.F.A.C.M. baron van Wijnbergen                      | RKSP               | Voorafgaand burgemeester van Lisse                                            |
| 1942 - 1945                       | Jhr. Daniël de Blocq van Scheltinga                      | NSB                |                                                                               |
| 1945 - 1961                       | dr. S.F.A.C.M. baron van Wijnbergen                      | RKSP na 1945 KVP   |                                                                               |
| 1961 - 1971                       | Willem Jacob (Molly) Geertsema                           | VVD                | eerder burgemeester van Warffum, later commissaris der Koningin in Gelderland |
| 1971 - 1985                       | Karel (K.) Staab                                         | VVD                |                                                                               |
| 1985 - 2000                       | Piet Heijn (P.H.) Schoute                                | VVD                |                                                                               |
| 2000 - 2005                       | Herman (J.H.A.) van den Muijsenberg                      | VVD                |                                                                               |
| 1 december 2005 - 2007            | Luigi (L.) van Leeuwen                                   | VVD                | waarnemend                                                                    |
| 1 juli 2007 - 15 januari 2017     | Jan (J.Th) Hoekema                                       | D66                | [ 1 ] [ 2 ]                                                                   |
| 16 januari 2017 - 10 januari 2018 | Charlie Aptroot                                          | VVD                | Waarnemend, tevens burgemeester van Zoetermeer                                |
| 11 januari 2018 - 17 juli 2019    | Frank Koen                                               | CDA                | Waarnemend                                                                    |
| 18 juli 2019 - heden              | Leendert de Lange                                        | VVD                | [ 4 ]                                                                         |